# Веселина (телевизия)
Вижте пояснителната страница за други значения на Веселина.
Веселина ТВ е бивш български телевизионен канал. Създаден е през 2003 г. Собственост е на радио „Веселина“. Част от предаванията, които телевизията излъчва, са поздравителният блок „Честито“, „Нарисувай се с песен“, вечерната шоу-програма „Звездно вариете“, „Петкраски“ и „Нарисувай нощта“. През 2006 г., медията е закупена от SBS Broadcasting. През същата година, тя е преобразувана в телевизия „The Voice“.

## Предавания
- Честито - всеки ден от 12:00, 18:30 и 22:00
- Нарисувай се с песен
- Звездно вариете - петък, събота и неделя от 20:30
- Нарисувай нощта
- На улицата - понеделник от 14:00 до 16:00
- Първа писта - понеделник от 14:00 до 16:00
- Между кафето и питието - вторник от 14:00 до 16:00
- Жените, мъжете, жените - сряда от 14:00 до 16:00
- От воле - четвъртък от 14:00 до 16:00
- Петък - ден на майстора - петък от 14:00 до 16:00
- Вип зона - събота от 14:00 до 16:00
- Лошо няма - събота от 14:00 до 16:00
- Петкраски - неделя от 14:00 до 16:00
- Таланти и поклонници